# قطعنامه ۱۰۴۹ شورای امنیت
قطعنامه ۱۰۴۹ شورای امنیت سازمان ملل متحد که در تاریخ ۰۵ مارس ۱۹۹۶ تصویب شد، سندی بین‌المللی دربارهٔ بررسی وضعیت در بوروندی است. این قطعنامه طی نشست ۳۶۳۹ام با ۱۵ رای موافق، ۰ مخالف و ۰ ممتنع تصویب شد.